# Tim Wohlgemuth
Tim Wohlgemuth (* 22. Juli 1999 in Landsberg am Lech) ist ein deutscher Eishockeyspieler, der seit Juli 2025 bei den Augsburger Panthern aus der Deutschen Eishockey Liga (DEL) unter Vertrag steht und dort auf der Position des Stürmers spielt. Zuvor war Wohlgemuth bereits für den ERC Ingolstadt, die Adler Mannheim und Kölner Haie in der DEL aktiv.

## Karriere
Wohlgemuth stand erstmals im Alter von drei Jahren auf Schlittschuhen. Seine Karriere begann er beim ESV Kaufbeuren, bei dem er alle Nachwuchsmannschaften durchlief und zwischen 2014 und 2018 in der Deutschen Nachwuchsliga (DNL) spielte. Sein erstes Spiel in der DEL2 für die Profimannschaft des ESV Kaufbeuren absolvierte er in der Saison 2017/18, zudem erhielt er eine Förderlizenz für den ECDC Memmingen. 
Im Dezember 2017 unterschrieb Wohlgemuth einen Vertrag über mehrere Jahre beim ERC Ingolstadt aus der Deutschen Eishockey Liga (DEL). und gehörte dort vom Beginn der Saison 2018/19 zum Kader. Im Februar 2021 unterzeichnete der Stürmer für die Spielzeit 2021/22 einen Vertrag beim Ligakonkurrenten Adler Mannheim, der später um zwei Jahre bis zum Frühjahr 2024 verlängert wurde. Bereits im Juni 2023 einigten sich Spieler und Klub auf eine vorzeitige Auflösung des Arbeitspapiers, woraufhin Wohlgemuth einen Monat später zum Ligakonkurrenten Kölner Haie wechselte. Bei diesen verbrachte er die Spielzeiten 2023/24 und 2024/25. Nachdem er im Frühjahr 2025 mit den Haien Vizemeister geworden war, wurde Wohlgemuths Wechsel zu den Augsburger Panthern zur Saison 2025/26 bekannt.

### International
2016 spielte er erstmals in der deutschen U18-Nationalmannschaft und nahm mit dieser an der U18-Junioren-Weltmeisterschaft 2017 teil. Dabei belegte das U18-Nationalteam den fünften Platz in der Gruppe A der Division I. Bei der U20-Junioren-Weltmeisterschaft 2019 schaffte er mit der deutschen U20-Nationalmannschaft den Wiederaufstieg in die Top-Division und trug zu diesem Erfolg ein Tor und drei Torvorlagen bei.
Am 11. April 2019 debütierte er im Rahmen der Euro Hockey Challenge 2019 für die A-Nationalmannschaft gegen die Slowakei.

## Erfolge und Auszeichnungen
- 2019 Aufstieg in die Top-Division bei der U20-Junioren-Weltmeisterschaft der Division IA
- 2025 Deutscher Vizemeister mit den Kölner Haien

## Karrierestatistik
Stand: Ende der Saison 2024/25

### International
Vertrat Deutschland bei:
- U18-Junioren-Weltmeisterschaft der Division IA 2017
- U20-Junioren-Weltmeisterschaft der Division IA 2019

(Legende zur Spielerstatistik: Sp oder GP = absolvierte Spiele; T oder G = erzielte Tore; V oder A = erzielte Assists; Pkt oder Pts = erzielte Scorerpunkte; SM oder PIM = erhaltene Strafminuten; +/− = Plus/Minus-Bilanz; PP = erzielte Überzahltore; SH = erzielte Unterzahltore; GW = erzielte Siegtore; 1 Play-downs/Relegation; Kursiv: Statistik nicht vollständig)